# Nova Santa Rita (Rio Grande do Sul)
Nova Santa Rita egy község (município) Brazília Rio Grande do Sul államában, Porto Alegre metropolisz-övezetében (Região Metropolitana de Porto Alegre, RMPA). Népességét 2021-ben 30 482 főre becsülték.

## Története
A Capela de Santanahoz tartozó, Picada do Vicentenek nevezett helyen 1886-ban Juscelano de Souza Baptista birtokos és felesége, Rita Carolina Martins földet adományozott egy kápolna építésére. Rita Carolina Martins azt kérte, hogy a kápolnát Casciai Szent Rita tiszteletére szenteljék, és ez adta a kialakuló település nevét is. 1912-ben Santa Ritát São Sebastião do Caí község kerületévé nyilvánították. 1938-ban átneveztét Berto Círiora. 1939-ben különválasztották São Sebastião do Caítól, és az akkor megalakuló Canoas kerülete lett. 1949-ben visszakapta a Santa Rita nevet. 1992-ben függetlenedett Canoastól, és 1993-ban Nova Santa Rita néven önálló községgé alakult.

## Leírása
Székhelye Nova Santa Rita, további kerületei nincsenek. Az állami székhelytől, Porto Alegretől 25 kilométerre helyezkedik el; területén átfolyik a Rio dos Sinos. Fő foglalatosság a mezőgazdaság (rizs, manióka, dinnye termesztése, szarvasmarha és sertés tenyésztése), de az ipar is folyamatosan fejlődik (élelmiszeripar, cement, bútor). Jelentős dinnyetermesztő, a „dinnye fővárosának” is nevezik (Capital Estadual do Melão).
Itt található a Brazil Episzkopális Anglikán Egyház legrégibb püspöki temploma (Paróquia do Calvário).